# Compsomantis mindoroensis
Compsomantis mindoroensis es una especie de mantis de la familia Mantidae.

## Distribución geográfica
Se encuentra en las  Filipinas.